# William Taylor (homme politique néo-brunswickois)
Pour les articles homonymes, voir William Taylor (homonymie) et Taylor.
William Taylor (né en 1819, mort en 1888) était un homme politique canadien.

## Biographie
Willam Taylor est né à Shippagan en 1819. Il épousa Élisabeth Craney. D'abord marchand, il fut élu député provincial sous la bannière libérale lors de l'élection partielle du 1er janvier 1868. Il devint membre du cabinet le 6 mars 1869, en tant que ministre sans portefeuille. Lors des élections générales du 14 juin 1870, il fut défait avec son collègue John Meahan par les conservateurs Samuel Napier et Théotime Blanchard. Il mourut à Shippagan le 2 octobre 1888. 